# Acrobates
Acrobates és un gènere de marsupials diprotodonts de la família dels acrobàtids. Durant molt de temps fou considerat un tàxon monotípic, amb el pòssum pigmeu acròbata com a única espècie, però a la dècada del 2010 en fou separat el pòssum pigmeu de De Vis (A. frontalis), fins aleshores considerat una subespècie, i el 2023 en foren descrites dues espècies extintes: A. magicus, del Miocè inferior, i A. pettitorum, del Miocè mitjà. Tant les espècies vivents com les extintes són endèmiques d'Austràlia. Les vivents es troben boscos oberts, mentre que les extintes vivien en boscos espessos.